# Malekān (kommunhuvudort i Iran)
Malekān (persiska: مَلِك كَندی, ملکان) är en kommunhuvudort i Iran.   Den ligger i provinsen Östazarbaijan, i den nordvästra delen av landet, 500 km väster om huvudstaden Teheran. Malekān ligger 1 299 meter över havet och antalet invånare är 23 989.
Terrängen runt Malekān är platt.Runt Malekān är det ganska tätbefolkat, med 90 invånare per kvadratkilometer. Närmaste större samhälle är Mīāndoāb, 19,5 km söder om Malekān. Trakten runt Malekān består till största delen av jordbruksmark.